# 조안 테퀘스버리
조안 테퀘스버리(Joan Tewkesbury, 1936년 4월 8일 ~ )는 미국의 배우, 영화 감독, 각본가, 영화배우, 텔레비전 감독이다.
레들랜즈에서 태어났다.

## 영화
- 가디언 (2001년)
- 펠리시티 (1998년)
- 플레이어 (1992년)
- 거친 텍사스 바람 (1991년)
- 천재 소년 두기 (1989년)
- 천국의 낙원 (1983년)
- 내쉬빌 (1975년)
- 보위와 키치 (1974년)
- 가장 좋은 남성용 스포츠 (1964년)